# Volgo-Balt 199
Volgo-Balt 199 (до 2006 года Волго-Балт 199) — большое сухогрузное судно класса река-море для перевозки генеральных грузов, зерна, изделий из древесины. Построено в Чехословакии (ранее ЧССР) по заказу Советского Союза для Беломорско-Онежского пароходства в Ленинграде 21 декабря 1976 года. Эксплуатировалось пароходством и судоходными компаниями до 2006 года на реках и морях Советского Союза под советским, российским и грузинским флагом. В 2006 году судно было поставлено под дешёвый флаг, порт приписки Бастер. 4 декабря 2012 года затонуло при перевозке 3,3 тыс. тонн угля в штормовую погоду у берегов Турции недалеко от Стамбула.

## История судна
Киль судна под строительным номером 1927 был заложен в 1976 году на судостроительном предприятии в словацком городе Комарно, где с 1952 года для Советского Союза строились речные пассажирские дизель-электроходы типа Россия, 785 проекта, (в том числе затонувший в связи с неудовлетворительным техническим состоянием пассажирский дизель-электроход Булгария). Судно относилось к типу Волго-Балт, проект 2/95 А/R, и имело четыре трюма с люковыми закрытиями, с баком и ютом, с двойными бортами и двойным дном, с машинным отделением и надстройкой в кормовой части. Суда различных проектов имели небольшие отклонения в оформлении и расположении надстроек. Построенное 21 декабря 1976 года судно класса река-море поступило в Беломорско-Онежское пароходство и эксплуатировалось по рекам и морям Советского Союза. После развала Советского Союза, как и большинство других судов, перешло определённым путём из государственной в частную собственность.

### Гибель судна
Следовавшее с грузом угля судно Volgo-Balt 199 с российско-украинским экипажем из 12 человек затонуло 4 декабря 2012 года у берегов Турции в районе Шиле недалеко от Стамбула. В ходе спасательных работ погибли спасатели.